# Río Kiréi
El río Kiréi (en ruso: Кирей) es un río del óblast de Irkutsk, en Siberia oriental. Es un afluente del río Iya por la orilla derecha, por lo que es un subafluente del Yeniséi por el Angará.

## Geografía
La cuenca hidrográfica del Kiréi tiene una superficie de 2.950 km². Tiene una longitud de 140 km. Su caudal medio en la desembocadura es de 43 m³/s. El río presenta sus crecidas anuales en primavera y en verano, de mayo a agosto. El periodo de estiaje se desarrolla en invierno.
El Kiréi nace en la vertiente septentrional de los montes Sayanes orientales. Discurre globalmente en dirección norte-nordeste. Desemboca en el Iya por la orilla derecha a la altura de Ust-Kiréi.
El Kiréi está habitualmente helado desde la segunda quincena de octubre o la primera de noviembre, hasta finales del mes de abril o principios del de mayo.

## Hidrometría en Uigat
El caudal del Kiréi ha sido observado durante 32 años (1959-1990) en Uigat, estación hidrométrica situada a 22 km de su desembocadura en el Iya, a una altitud de 484 m.
El caudal interanual medio observado en Uigat durante este periodo fue de 42.4 m³/s para una superficie de drenaje de 2.950 km², es decir, la práctica totalidad de la cuenca del río. La lámina de agua vertida en esta cuenca alcanza los 454 mm por año, que puede ser considerada como elevada.
Río alimentado en parte por la fusión de la nieve y en parte por las lluvias de verano-otoño, el Kiréi es un río de régimen pluvio-nival que presenta dos estaciones.
Las crecidas se desarrollan de primavera a principios de otoño, de mayo a septiembre con dos cimas, la primera en mayo (que corresponde al deshielo y fusión de la nieve, sobre todo la de los montes Sayanes) y la segunda en julio (correspondiente a las abundantes precipitaciones de verano). En el mes de septiembre y más tarde en el de octubre el caudal del río baja rápidamente, lo que conduce al periodo de estiaje, que tiene lugar de noviembre-diciembre a marzo incluido, correspondiendo con el invierno siberiano y sus heladas.
El caudal medio mensual observado en marzo (mínimo de estiaje) es de 5.99 m³/s, es decir, más o menos el 7% del caudal medio de julio (88,3 m³/s), lo que testimonia la amplitud bastante moderada -para Siberia- de las variaciones estacionales. En los 32 años del periodo de observación, el caudal mensual mínimo fue de 3.40 m³/s en febrero de 1977, mientras que el caudal mensual máximo fue de 194 m³/s en julio de 1984.
| Caudal medio mensual del Kiréi en la estación hidrométrica de Uigat (Datos calculados en 32 años (1959-90), en m³/s) |
| |